# Matt Bianco
Matt Bianco är en brittisk musikgrupp som bildades 1983. De slog igenom under popjazz-boomen strax före mitten av 1980-talet liksom Sade och andra artister i genren. De är mest kända för låtarna "Get Out of Your Lazy Bed", "Half a Minute", "Yeh Yeh" och "Don't Blame It on That Girl". Det var i stort sett gruppens enda hits. Under 1990-talet släpptes deras sista singlar. Några av bandets sista singlar släpptes endast i Tyskland och Asien. Bandet startades upp igen av de två frontmännen Mark Reilly och Mark Fisher år 2003.

## Diskografi
Studioalbum
- Whose Side Are You On? (1984) (#35 Storbritannien)
- Matt Bianco (1985) (#26 Storbritannien)
- Indigo (1986) #23 Storbritannien
- Samba in Your Casa (1991)
- Another Time Another Place (1994)
- Gran Via (1995)
- World Go Round (1997)
- Rico (2000)
- Echoes (2002)
- Matt's Mood (2004)
- Hifi Bossanova (2009)
- Hideway (2012)
- Gravity (2017)

Samlingsalbum
- The Best of Matt Bianco (1990) (#49 Storbritannien)
- Yeah Yeah (1993)
- A/Collection (1998)
- The Best of Matt Bianco: Platinum Collection (2005)
- Let's Dance (Matt Bianco dance hits) (2005)
- Wap Bam Boogie (2006)
- The Best of Matt Bianco - Volume 2 (2008)
- Sunshine Days - The Official Greatest Hits (2010)

Singlar i Europa
- "Get Out of Your Lazy Bed" (1984) (#15 Storbritannien, #8 Irish Singles Chart)
- "Sneaking Out the Back Door" / "Matt's Mood" (1984) (#44 Storbritannien, #22 Irland)
- "Half a Minute" (1984) (#23 Storbritannien)
- "More Than I Can Bear" (remix) (1985) (#50 Storbritannien)
- "Yeh Yeh" (1985) (#13 Storbritannien, #15 Irland)
- "Just Can't Stand It" (1986) (#66 Storbritannien)
- "Dancing in the Street" (1986) (#64 Storbritannien)
- "Don't Blame It on That Girl" / "Wap-Bam-Boogie" (1988) (#11 Storbritannien, #8 Irland)
- "Good Times" (1988) (#55 Storbritannien)
- "Nervous" / "Wap-Bam-Boogie" (re-mix) (1989) (#59 Storbritannien, #22 Irland)
- "Say It's Not Too Late" (1989)
- "Fire in the Blood" (1990)
- "Wap-Bam-Boogie 1990" (1990)
- "What a Fool Believes" (1992) (#23 Irland)

Singlar i Tyskland/Asien
- "Macumba" (1991)
- "What a Fool Believes" (1992)
- "Our Love" (1993) (Japan)
- "Our Love" (1994) (Tyskland)
- "Buddy Love" (1994)
- "Lost in You" (1995) (Tyskland)
- "Lost in You" (1995) (Japan)
- "Altozano" (1997)
- "Sunshine Day" / "Lost in You" (1997)
- "Boogie Mi Vista" (1998)